# Проезд Ольминского
Проезд Ольми́нского — небольшая улица на севере Москвы, в Останкинском районе Северо-Восточного административного округа, от проспекта Мира до Звёздного бульвара.

## История
Изначально назывался Царский проезд. Происхождение этого названия доподлинно не установлено, но можно предположить, что этим проездом вел путь к какой-то из царских подмосковных усадеб. В 1918—1922 годах именовался то Октябрьским, то Советским, видимо, в противовес исконному названию Царский. В 1922—1957 годах — Ерденевский проезд — по находившемуся здесь в XVIII веке селу Ерденево (именовалось по фамилии владельца). Современное название получил в честь М. С. Ольминского (1863—1933) — публициста, критика, историка литературы. Он был деятельным членом  Всесоюзной коммунистической партии (большевиков), в 1920—1924 годах — председатель Общества старых большевиков.
Проезд Ольминского получил известность в связи со строительством в 1964 году первого в СССР дома из панелей, изготовленных на вибропрокатном стане. Первоначально этот дом значился по проезду Ольминского. Нынешний его адрес — Звёздный бульвар, дом 5.

## Расположение
Проезд Ольминского начинается от проспекта Мира напротив Маломосковской улицы, проходит на запад до пересечения с 6-го Новоостанкинского проезда, поворачивает на юго-запад до улицы Бочкова, затем поворачивает на северо-запад и заканчивается на Звёздном бульваре.

## Учреждения и организации
- № 3 — Бизнес-центр Ольминского 3.